# セグロカッコウ
セグロカッコウ（背黒郭公、学名：Cuculus micropterus、英名：Short-winged Cuckoo または Indian Cuckoo）は、カッコウ目カッコウ科の鳥類の一種である。

## 形態
全長：約33cm、
大きさ、姿はハトを細身にしたシルエットでカッコウやツツドリに似るが、背中は褐色味が強く（これが和名の由来である）尾は灰褐色で先端部分に黒帯がある。雌雄はほぼ同色である。

## 分布
インドから東はアムール川、南はジャワ・ボルネオにかけて分布する。北方のものは、冬期は南へ移動する。
日本では数少ない旅鳥として、主に春の渡りの際記録される。本州や九州の各地で記録されているが、特に日本海側の島嶼部（飛島、舳倉島、対馬）での記録が多い。繁殖期にさえずりが聞かれることもまれにある。しかし国内での繁殖記録は確認されていない。

## 生態
平地から山地の林の中で生活し、林内から出ることは少ない。
さえずりは、ホトトギスの声をずっと太くした感じで、ホトトギスの場合6声ひと区切りだが、それを4声にしテンポを遅くした印象となる。特徴のある鳴き声のため、さえずりのみが記録されることも多い。日本で初めて本種が記録されたのも、鳴き声だけの記録であった。
卵は青緑色で無斑。オウチュウ類の巣に一つずつ托卵する。